# Elizalde J-4
El motor Elizalde J4, era una llicència de la casa Walter de Txecoslovàquia, fabricat per l'empresa Elizalde, per atendre la petició de l'Exèrcit de l'Aire Espanyol.

## Història
Va ser durant els anys 1934 – 1935, i a petició de l'Aviació Militar, que va sol·licitar un motor per equipar als entrenadors construïts per AISA els Gil Pazo (GP-1), que es va construir aquest motor.
Era un motor de 4 cilindres en línia invertits i refrigeració per aire que es va començar a fabricar a Txecoslovàquia, per avions petits sobre el 1938.